# Національний музей футболу
Національний музей футболу (англ. National Football Museum) — музей, створений для збереження і демонстрації ряду важливих колекцій пам'ятних експонатів футболу.

## Історія
Музей був заснований у 2001 році Кевіном Муром. Перше місце розташування музею знаходилося поруч із «Діпдейлом», Престон, Ланкашир. Це цікаво, оскільки «Діпдейл» є найстарішим у світі, безперервно використовуваним футбольним стадіоном. Президентом музею став володар Кубка світу сер Боббі Чарльтон.
У 2003 році музей і Університет Центрального Ланкаширу створили Міжнародний футбольний інститут для проведення досліджень в історичних, соціальних і культурних аспектах футболу.
Музей отримав титул «Велика пам'ятка року» у 2005 році за ініціативою Tourism Awards.
У грудні 2008 року голова Футбольної ліги Англії, Браян Мовінні спровокував конфлікт, коли заявив, що музей повинен бути переміщений з Престона на стадіон Вемблі, щоб залучити більше відвідувачів. Засновник Кевін Мур відповів, що багато хто б зраділи цій ініціативі, але заявив, що політика піклувальника спрямована на те, щоб мати свою штаб-квартиру в Престоні.
Незважаючи на хороші відгуки критиків і залучення 100 000 відвідувачів у рік, неодноразово виникало питання фінансування. У 2007 році він мав дохід у розмірі майже 800 тисяч фунтів і збиток 1,2 мільйона. Піклувальники були стурбовані подальшим майбутнім музею. У 2009 році вони запропонували «Манчестер Сіті» перенести музей. Міська рада запропонувала фінансовий пакет вартістю 2 мільйони фунтів стерлінгів в рік для музею, якщо він переїде в Манчестер. Незважаючи на поліпшення пропозиції до £ 400 000 в рік від Престона і Ланкаширу, рада піклувальників проголосував за переміщення музею в виставковий центр «Урбіс» Манчестер.
Передбачалося, що за умови задовільного фінансування філія Престона буде залишатися відкритою в якості додаткового центру. Тим не менш, в музеї не змогли домовитися про фінансовий пакет з Радою графства Ланкашир, і філіал був закритий для публіки в кінці квітня 2010 року. Однак, з 2012 року, філія Престона використовується в якості дослідницького центру і сховища.
«Урбіс» був закритий у лютому 2010 року в рамках підготовки до майбутнього відкриття нового Національного музею футболу в літній період 2011 року.
Музей відкрився в Манчестері 6 липня 2012 року з надією, що новий музей дозволить залучити 350 000 відвідувачів на рік. У серпні 2012 року було оголошено, що за перші шість тижнів з моменту відкриття музей відвідали 100 000 осіб. До кінця квітня 2013 року музей досяг бажаної позначки в 350 000 відвідувачів.

## Виставки

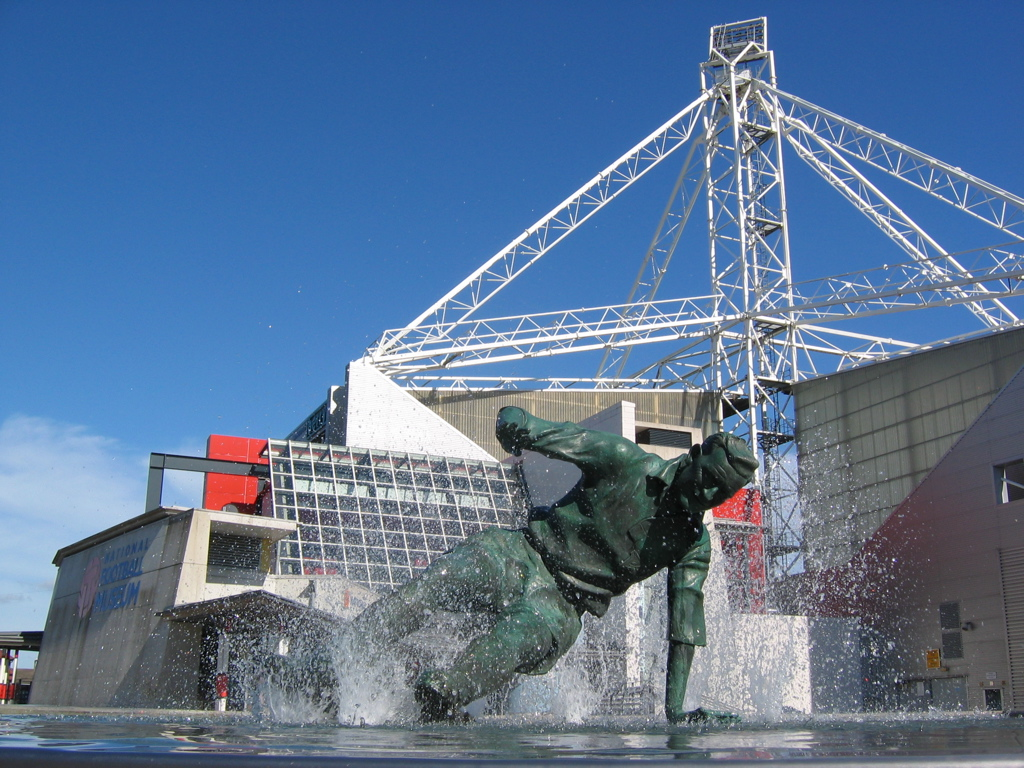
Статуя Тома Фінні при вході в музей

Багато експонатів музею віддано в оренду по усій Великій Британії, деякі експонати були орендовані виставками в Німеччині, Португалії, Швейцарії та Бельгії. Музей підтримує партнерські стосунки з УЄФА, щоб створити Ювілейну виставку УЄФА, яка відкрилася в Європейському парламенті в Брюсселі, до переїзду в Національний музей футболу. Музей співпрацює з УЄФА, щоб створити першу в світі виставку, присвячену жіночому футболу, зокрема чемпіонату Європи 2005 року серед жінок. Щоб розкрити тему чемпіонату світу 2006, музей співпрацював з партнерами по розробці виставки з Гонконгу і Німеччини. Спеціальна виставка «Врятовані для нації: історія Кубка Англії», яка демонструє найстаріший трофей Кубка Англії, який використовується для нагородження переможців між 1896 і 1910 роками, була запущена в травні 2006 року. Вона гастролювала з Ньюкаслу, а з червня 2007 року була в музеї «Майлстоун» в графстві Гемпшир.
У музеї є програми для тимчасових виставок, таких як чергова спеціальна виставка під назвою «Один за всіх-всі за одного», яка проходила з 3 березня по 3 червня 2007 року. Ця фотовиставка висвітлювала роботи Філіпа Колвіна. Філ задокументував досвід інваліда, фаната «Крістал Пелас», Самуеля Берча, як він подорожував по країні, щоб підтримати свою команду. На фотографіях показані проблеми і перешкоди, які долав Самуель, щоб потрапити на футбольний матч, і як він це робив. На знімках також показана підтримка, яку він отримував від інших уболівальників. 

## Галерея

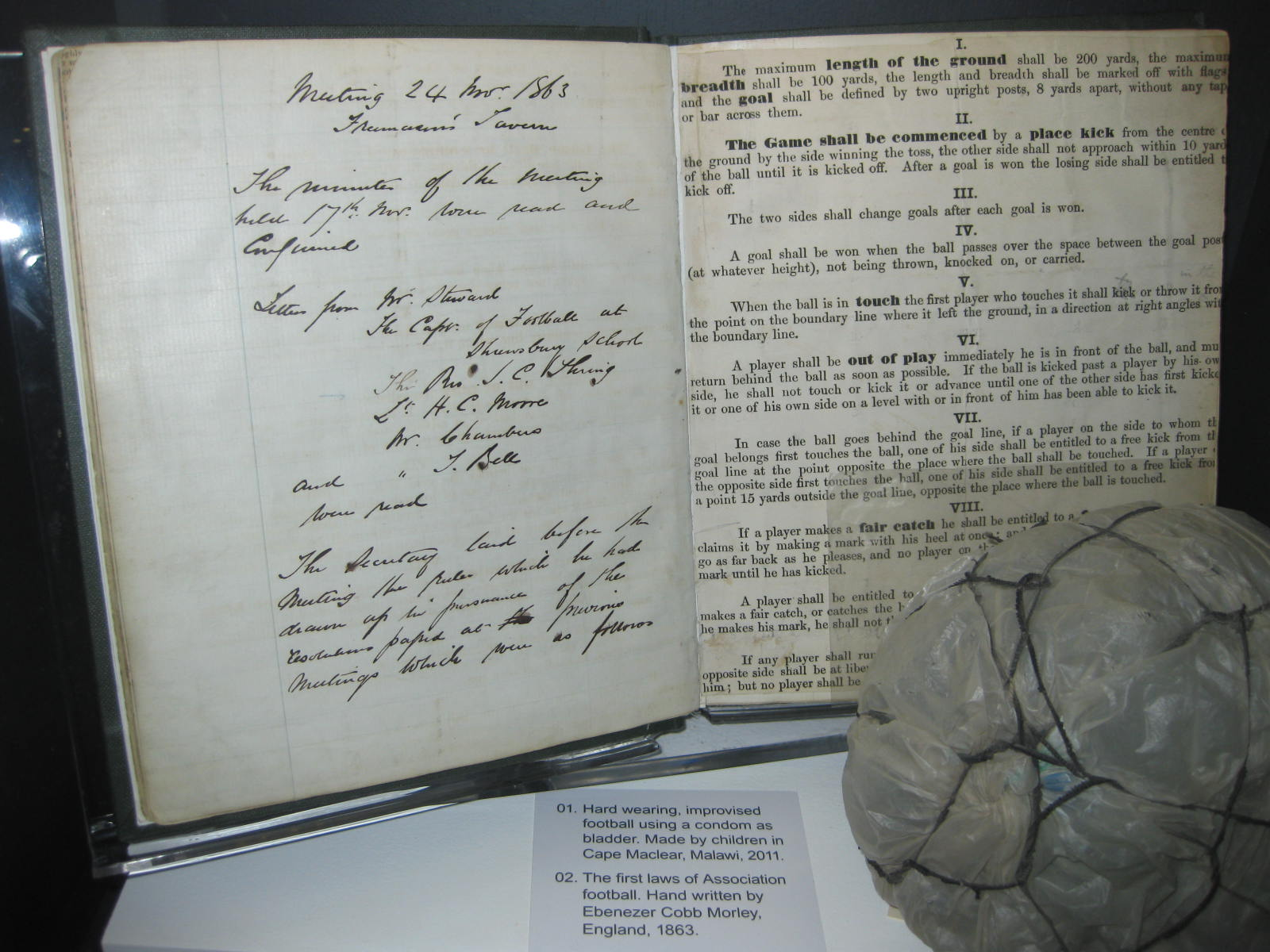
Оригінальні "Правила гри", складені Футбольною асоціацією в 1863 році.
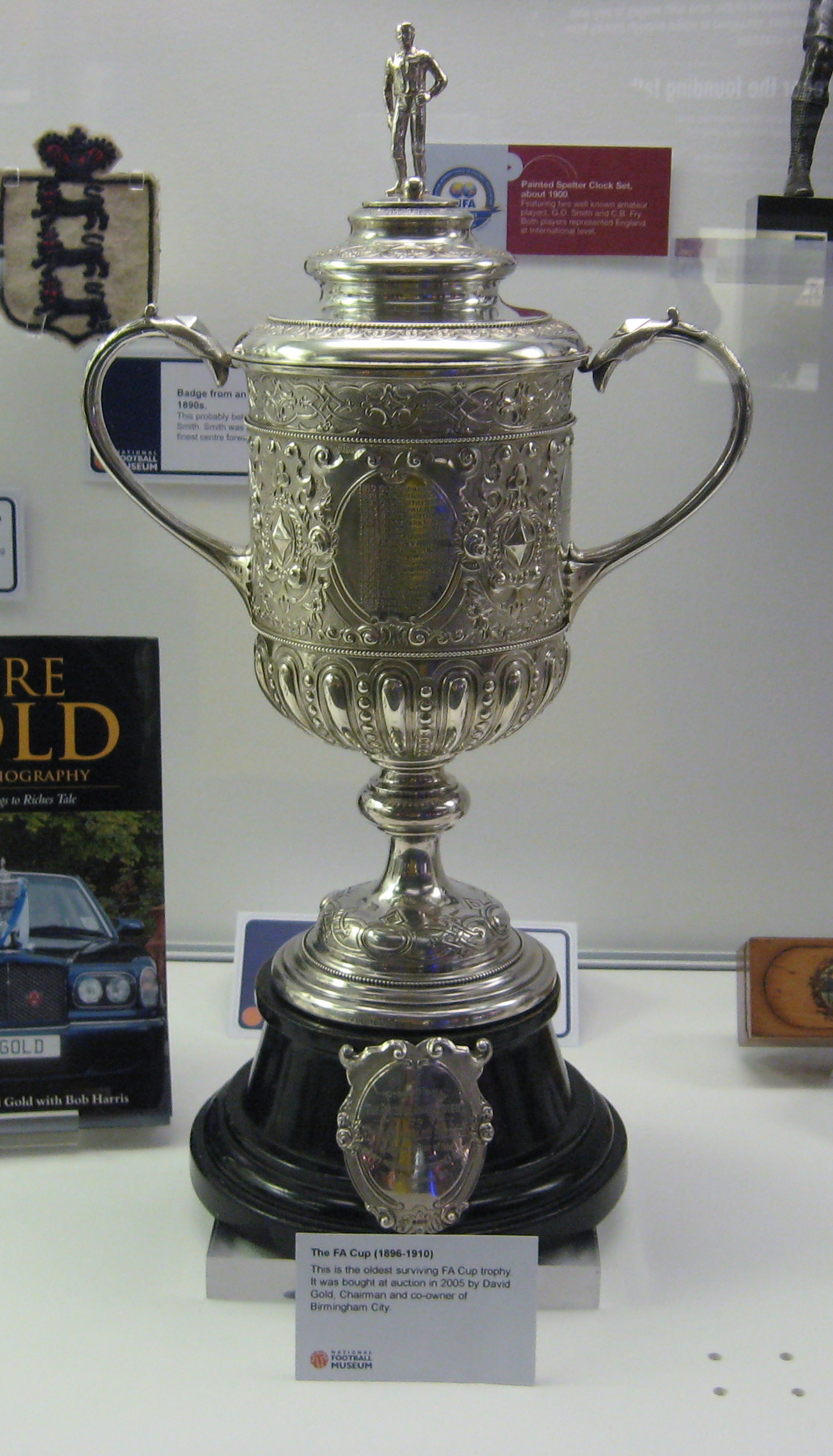
Найстаріший збережений трофей Кубка Англії (1896-1910).
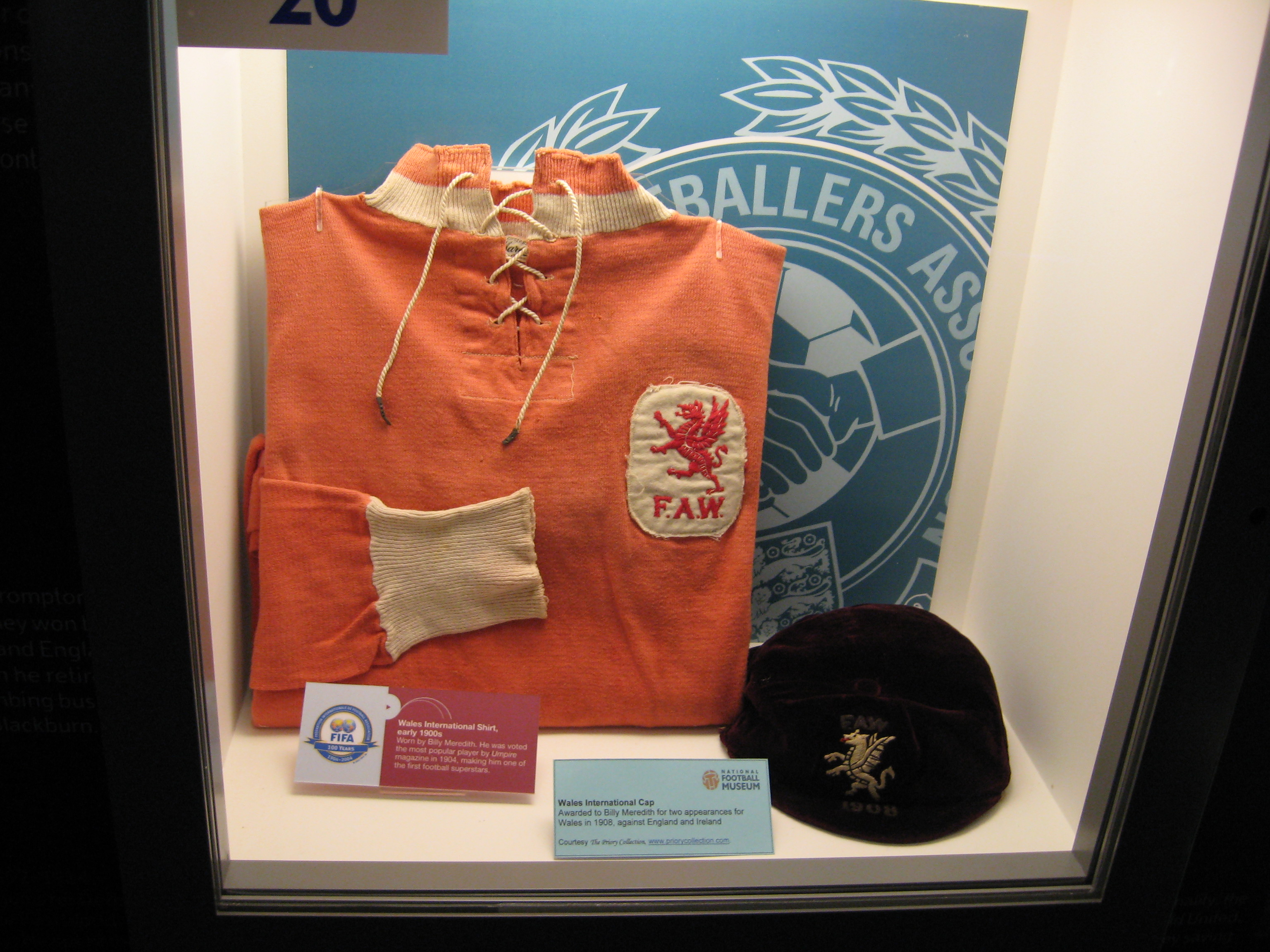
Футболка збірної Уельсу, яку носив Біллі Мередіт в іграх проти Англії та Ірландії у 1908 році.
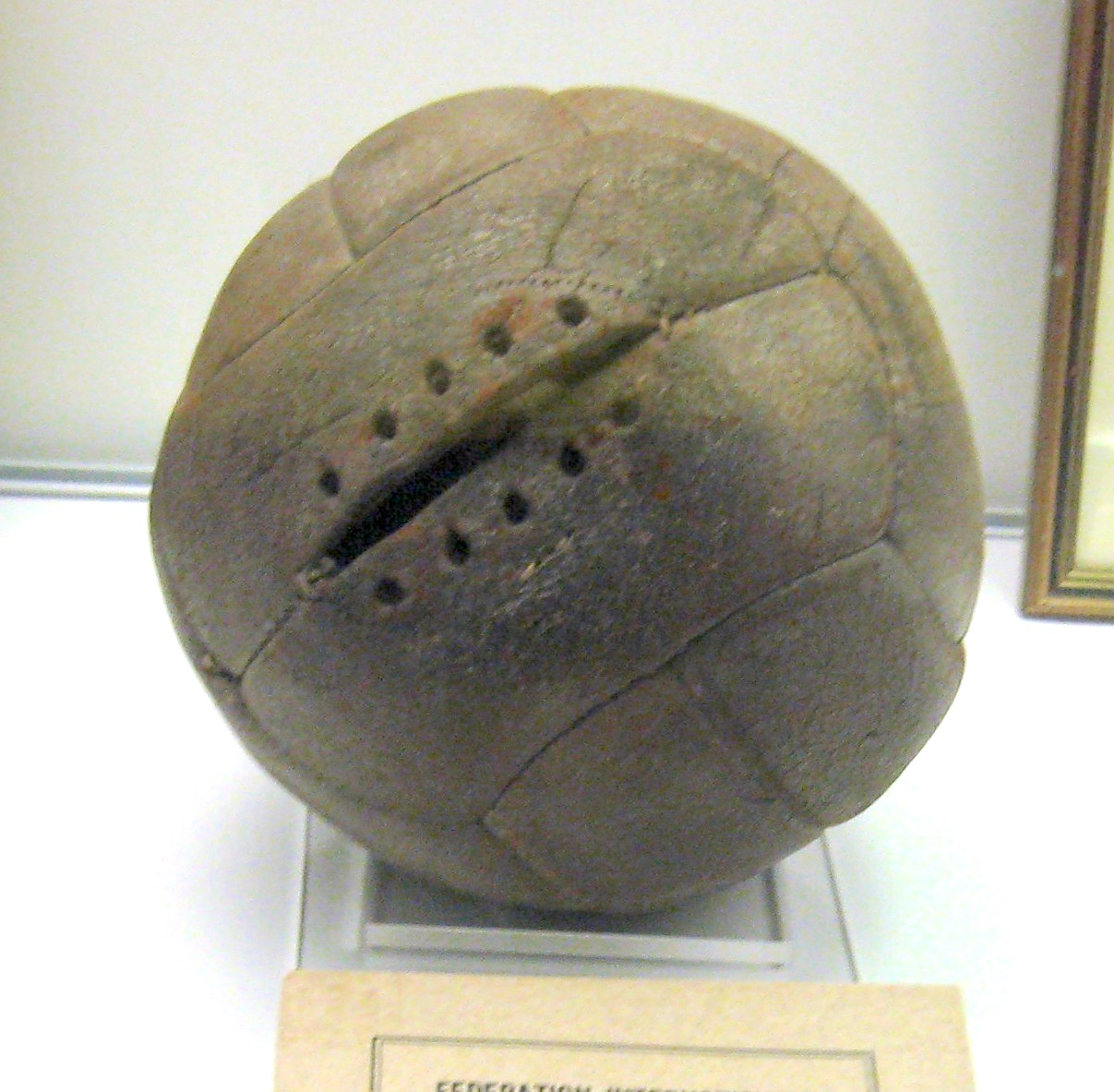
М'яч, що використовувався у фіналі Кубка світу 1930 року, обраний аргентинською збірною і використовувався в першому таймі.
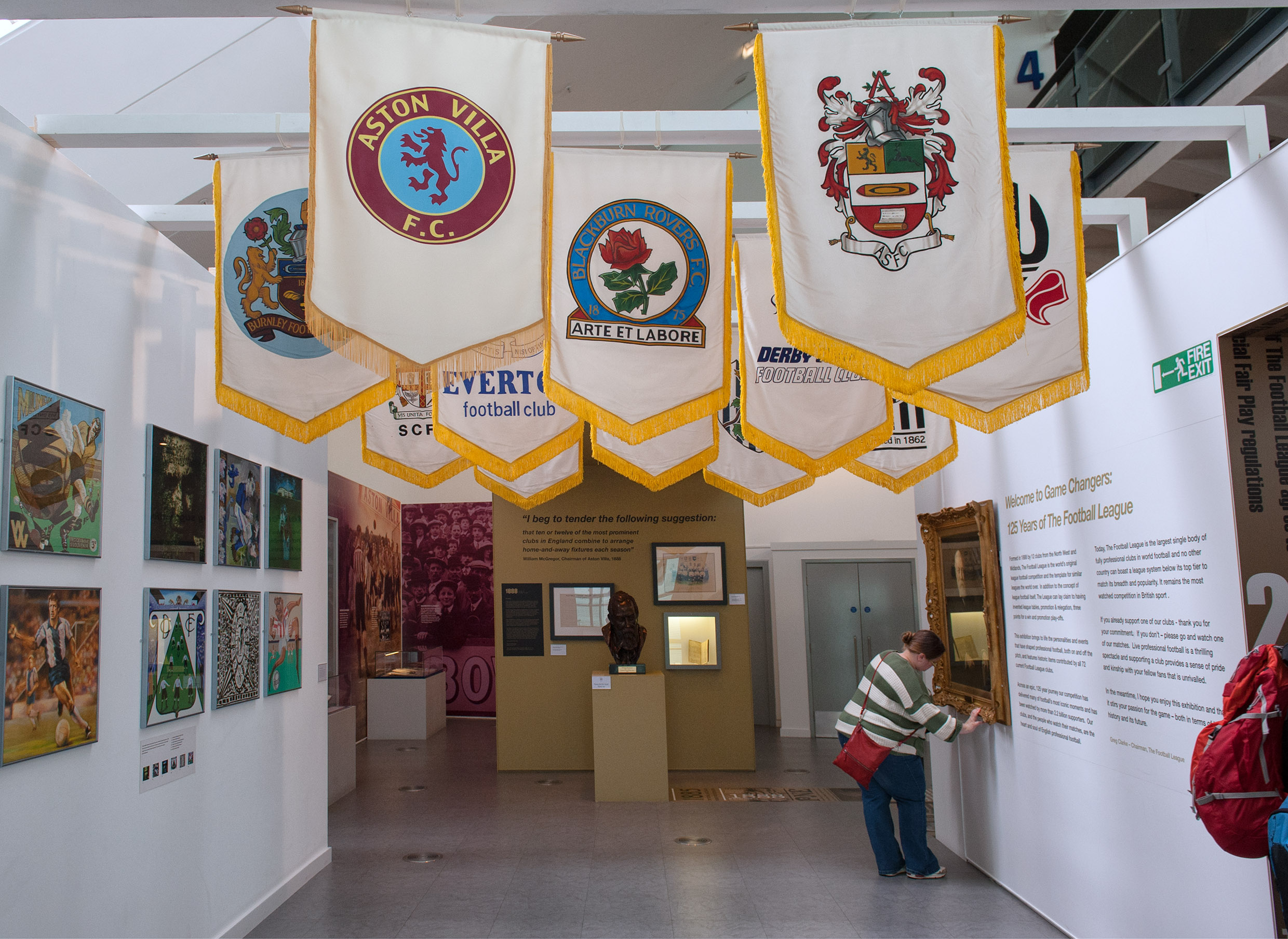
Клубні вимпели членів-засновників футбольної ліги.
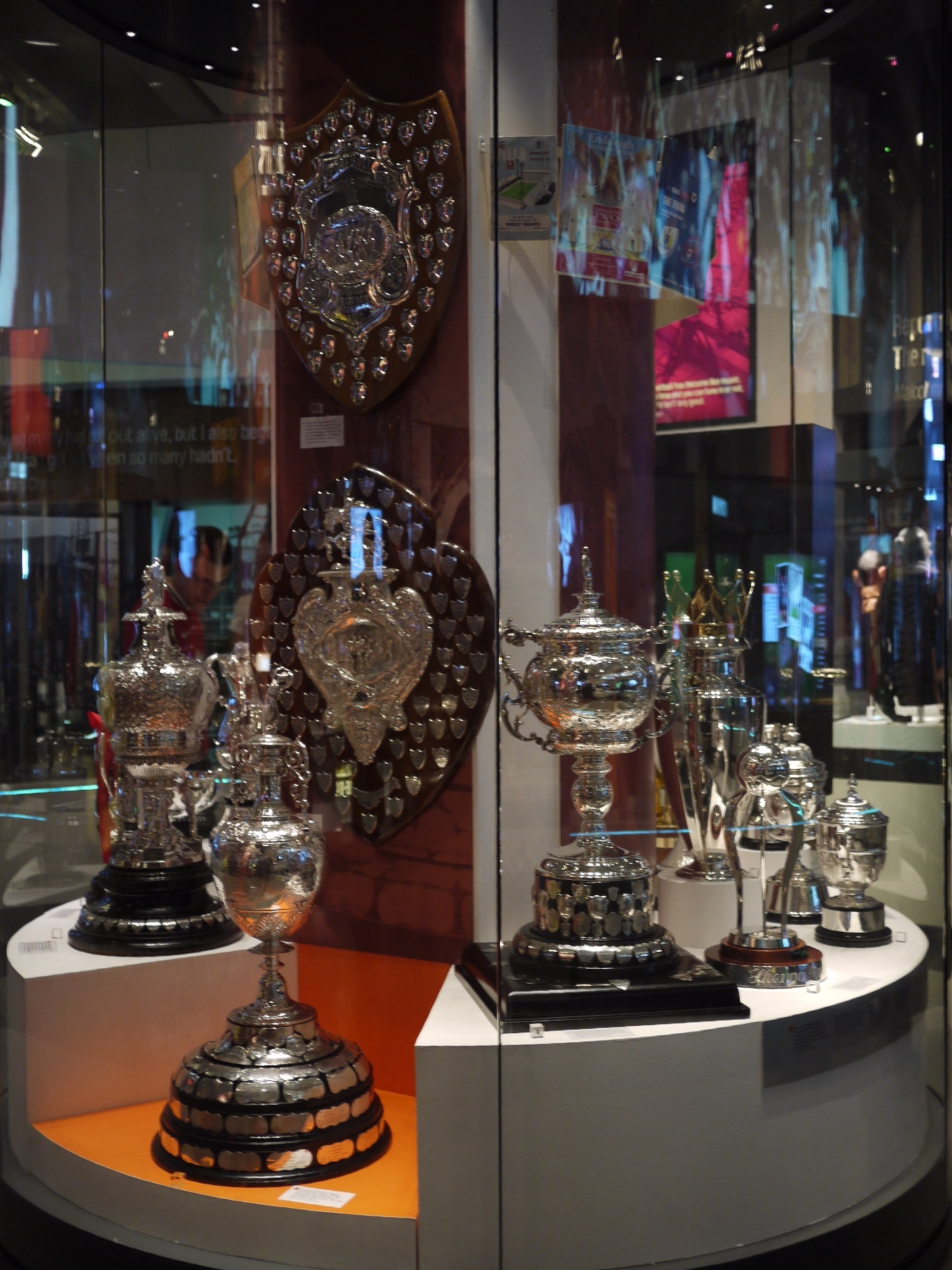
Трофеї та нагороди.